# ŁKS Łódź
ŁKS Łódź (uitspraak: [ˈew ˈka ˈes ˈwut͡ɕ], ong. eeuw ka es woetj) is een Poolse voetbalclub uit de stad Łódź. De clubkleuren zijn wit-rood.

## Geschiedenis
De club werd in 1908 opgericht als Łodzianka Łódź in de toen nog Russische stad. Na de Eerste Wereldoorlog werd Polen onafhankelijk en kwam het idee voor een eigen competitie, die van start ging in 1921. De club die nu de naam ŁKS Łódź had aangenomen was een van de stichtende leden. De eerste seizoenen waren kleine competities waarvan de winnaars elkaar bekampten, enkel in 1926 nam de club niet deel aan de competitie. Vanaf 1927 begon de competitie zoals in zijn huidige vorm. De club eindigde steevast in de middenmoot tot een degradatie volgde in 1938. Tijdens de Tweede Wereldoorlog vond er geen competitie plaats.
Na de oorlog vond er een toernooit in bekervorm plaats, na twee rondes plaatsen vier clubs zich. ŁKS was erbij, maar werd laatste. In 1949 nam de club de naam ŁKS-Włókniarz Łódź aan. In 1952 degradeerde de club, maar kon na één seizoen terugkeren en werd dan meteen vicekampioen achter Polonia Bytom. Het was de eerste keer dat de club echt in de schijnwerpers trad. In 1956 nam de club opnieuw de naam ŁKS Łódź aan. In 1957 werd de club derde en haalde met de Poolse beker de eerste trofee in huis. Het volgende seizoen werd zelfs de landstitel voor het eerst behaald, met één punt voorsprong op Polonia Bytom. Het volgende seizoen werd een ontgoocheling met slechts een achtste plaats op twaalf clubs, dit weerspiegelde zich in de Europese campagne. ŁKS verloor met zware 5:0 cijfers tegen de Luxemburgse kampioen Jeunesse d'Esch. Het was een van de twee enige keren dat Jeunesse ooit een Europese ronde overleefde. Ook de volgende seizoenen modderde de club maar wat aan en vocht vaak tegen degradatie.
In 1967 eindigde de club nog eens in de top vijf, maar een jaar later volgde al een degradatie. Na twee jaar afwezigheid promoveerde de club opnieuw. Na een eerste kwakkelseizoen eindigde de club twee keer zesde en zelfs vierde in 1978. Tien jaar later werd opnieuw deze plaats behaald. In 1993 eindigde de club samen met Lech Poznań en Legia Warschau op de eerste plaats, maar werd slechts derde door een slechter doelsaldo. Het volgende seizoen werd de club vierde en verloor de bekerfinale tegen Legia Warschau. Doordat Legia kampioen was mocht ŁKS voor een tweede keer Europa in, ook nu zorgde FC Porto ervoor dat het avontuur tot één ronde beperkt bleef. Twee jaar later werd de club weer vierde en mocht naar de Intertoto Cup maar ook daar behaalde ŁKS geen successen.
In 1998 werd de club voor de tweede keer landskampioen. In de voorronde van de Champions League zette de club Kapaz Gäncä aan de kant, maar stuitte dan op mastodont Manchester United en was uitgeschakeld voor de Champions League, maar mocht wel nog aantreden in de UEFA Cup, waar AS Monaco de club ook uitschakelde. Net als bij de vorige titel exact veertig jaar ervoor kende de club ook nu een kwakkelseizoen als titelverdediger. In 2000 volgde zelfs de eerste degradatie sinds 1968. Het duurde tot 2006 vooraleer de club erin slaagde om terug te keren toen de club vicekampioen werd in de tweede klasse achter stadsrivaal Widzew Łódź. Na twee seizoenen in de middenmoot werd de club laatste in 2009. In 2011 slaagde de club er opnieuw in de promoveren, maar kon het behoud niet verzekeren.
Op 10 april 2013 nam de Poolse voetbalbond de club uit de I Liga. De club kampte met zware financiële problemen. De club kon de schulden die ze hadden bij voormalig spelers en trainers niet betalen. ŁKS Łódź werd uit de competitie gezet en een maand later werd de club failliet verklaard. De club maakte vervolgens een doorstart en speelt sinds het seizoen 2013-2014 op het 5e niveau van Polen. De club kon enkele keren na elkaar promoveren en maakte in 2018 zijn rentree in de I liga en een jaar later in de Ekstraklasa. 

## Erelijst
- Landskampioen

1958, 1998
- Puchar Polski

Winnaar: 1957
Finalist: 1994

## In Europa
Uitslagen vanuit gezichtspunt ŁKS Łódź
| Seizoen | Competitie       | Ronde        | Land                  | Club                      | Totaalscore | 1e W    | 2e W    | PUC |
| ------- | ---------------- | ------------ | --------------------- | ------------------------- | ----------- | ------- | ------- | --- |
| 1959/60 | Europacup I      | Q            | Vlag van Luxemburg    | Jeunesse Esch             | 2-6         | 0-5 (U) | 2-1 (T) | 2.0 |
| 1994/95 | Europacup II     | 1R           | Vlag van Portugal     | FC Porto                  | 0-3         | 0-2 (U) | 0-1 (T) | 0.0 |
| 1996    | Intertoto Cup    | Groep 8      | Vlag van Rusland      | KAMAZ Naberezjnye Tsjelny | 0-3         | 0-3 (U) |         | 0.0 |
|         |                  | Groep 8      | Vlag van Bulgarije    | Spartak Varna             | 1-1         | 1-1 (T) |         | 0.0 |
|         |                  | Groep 8      | Vlag van Duitsland    | TSV 1860 München          | 0-5         | 0-5 (U) |         | 0.0 |
|         |                  | Groep 8 (5e) | Vlag van Tsjechië     | FC Kaučuk Opava           | 0-3         | 0-3 (T) |         | 0.0 |
| 1998/99 | Champions League | 1Q           | Vlag van Azerbeidzjan | Kəpəz PFK                 | 7-2         | 4-1 (T) | 3-1 (U) | 3.5 |
|         |                  | 2Q           | Vlag van Engeland     | Manchester United FC      | 0-2         | 0-2 (U) | 0-0 (T) | 3.5 |
| 1998/99 | UEFA Cup         | 1R           | Vlag van Frankrijk    | AS Monaco                 | 1-3         | 1-3 (T) | 0-0 (U) | 3.5 |

Totaal aantal punten voor UEFA coëfficiënten: 5.5

## Overzicht seizoenen
| Competitie  | Aantal | Periode (1920-1939, 1946-2020)                                                              |
| ----------- | ------ | ------------------------------------------------------------------------------------------- |
| Ekstraklasa | 72     | 1921-1923, 1925, 1927-1938, 1946-1952, 1954-1968, 1971-2000, 2006-2009, 2011-2012, 2019-... |
| I liga      | 16     | 1926, 1939, 1953, 1968-1971, 2000-2006, 2009-2011, 2012-2013, 2018-2019                     |
| II liga     | 1      | 2017-2018                                                                                   |
| III liga    | 3      | 2014-2017                                                                                   |
| IV liga     | 1      | 2013-2014                                                                                   |

## Bekende (oud-)spelers
- Krzysztof Baran
- Maciej Bykowski
- Kazimierz Deyna
- Riza Durmisi
- François Endene
- Radosław Matusiak
- Paulinho
- Marek Saganowski
- Igor Sypniewski
- Jan Tomaszewski